# Sterna
Sterna é um género de aves da família dos larídeos. O grupo inclui cerca de trinta espécies de garajaus, gaivinas e trinta-réis.

## Espécies
- Sterna aurantia
- Andorinha-do-mar-rósea, Sterna dougallii
- Sterna striata
- Gaivina-de-nuca-preta, Sterna sumatrana
- Trinta-réis-de-bico-vermelho, Sterna hirundinacea
- Andorinha-do-mar-comum, Sterna hirundo
- Andorinha-do-mar-árctica, Sterna paradisaea
- Trinta-réis-antártico, Sterna vittata
- Sterna virgata
- Gaivina-de-forster, Sterna forsteri
- Trinta-réis-de-coroa-branca, Sterna trudeaui
- Gaivina-arábica, Sterna repressa
- Sterna acuticauda

### Espécies actualmente incluídas noutros géneros
Estas espécies são por vezes incluídas no género Sternus, mas actualmente o Congresso Ornitológico Internacional considera-as noutros:
- Género Gelochelidon:
  - Gaivina-de-bico-preto, Sterna nilotica - Gelochelidon nilotica
- Género Hydroprogne:
  - Gaivina-de-bico-vermelho, Sterna caspia - Hydroprogne caspia
- Género Thalasseus:
  - Garajau-real, Sterna maxima - Thalasseus maximus
  - Garajau-elegante, Sterna elegans - Thalasseus elegans
  - Gaivina-de-bico-laranja, Sterna bengalensis - Thalasseus bengalensis
  - Garajau-de-bico-amarelo, Sterna bergii - Thalasseus bergii
  - Sterna bernsteini - Thalasseus bernsteini
  - Trinta-réis-de-bando, Sterna sandvicensis - Thalasseus sandvicensis
- Género Sternula:
  - Andorinha-do-mar-anã, Sterna albifrons - Sternula albifrons
  - Chilreta-de-saunders, Sterna saundersi - Sternula saundersi
  - Trinta-réis-miúdo, Sterna antillarum Sternula antillarum
  - Trinta-réis-anão, Sterna superciliaris - Sternula superciliaris
  - Sterna lorata - Sternula lorata
  - Sterna nereis - Sternula nereis
  - Sterna balaenarum - Sternula balaenarum
- Género Onychoprion:
  - Gaivina-das-aleutas, Sterna aleutica - Onychoprion aleuticus
  - Sterna lunata - Onychoprion lunatus
  - Gaivina-de-dorso-castanho, Sterna anaethetus - Onychoprion anaethetus
  - Andorinha-do-mar-escura, Sterna fuscata - Onychoprion fuscatus